# تام ناكانو
تام ناكانو هي مصارعة محترفة يابانية، ولدت في 22 مارس 1998 في آيتشي في اليابان.

## روابط خارجية
- تام ناكانو على موقع WrestlingData.com (الإنجليزية)
- تام ناكانو على موقع CageMatch worker (الإنجليزية)
- تام ناكانو على موقع قاعدة بيانات المصارعة على الإنترنت (الإنجليزية)